# Wadym Milko
Wadym Iwanowycz Milko, ukr. Вадим Іванович Мілько (ur. 22 sierpnia 1986 roku w Pierwomajsku w obwodzie mikołajowskim) – ukraiński piłkarz, występujący na pozycji pomocnika.

## Kariera piłkarska

### Kariera klubowa
Pierwsze lekcje piłki nożnej otrzymał w wieku 6 lat od ojca znanego piłkarza Iwana Milki. Mając 13 lat wstąpił do Internatu Sportowego w Kijowie. Został zauważony przez skautów Dynama Kijów i w 2002 roku debiutował w Dynamo-3 Kijów. Od 2003 występował w drugiej drużynie Dynama. 17 czerwca 2007 debiutował w podstawowej jedenastce Dynama. W lutym 2008 został wypożyczony do FK Charków. W sierpniu 2009 jako wolny agent podpisał kontrakt z klubem Zoria Ługańsk, w którym występował do maja 2012. W lipcu 2012 został piłkarzem Worskły Połtawa, ale już 14 września 2012 za obopólną zgodą kontrakt został anulowany. W lutym 2013 roku zasilił skład Biełszyny Bobrujsk. W marcu 2014 podpisał kontrakt z beniaminkiem białoruskiej Wyszejszej lihi klubem FK Słuck. 28 listopada 2016 opuścił słucki klub.

### Kariera reprezentacyjna
Występował w reprezentacji Ukrainy U-19.

## Sukcesy
- zdobywca Pucharu Ołeha Makarowa: 2007